# Pamela Bach
Pamela Bach, geboren als Pamela Ann Weissenbach, (Tulsa (Oklahoma), 16 oktober 1963 – Los Angeles, 5 maart 2025) was een Amerikaans actrice.
Zij trouwde met David Hasselhoff op 9 december 1989 en scheidde van hem op 26 juli 2006. Zij kregen samen twee dochters. Hasselhoff kreeg na hun scheiding de voogdij over de twee dochters.
Net als haar ex Hasselhoff, genoot zij meer populariteit in Europa dan in Amerika.
Bach overleed door zelfdoding op 5 maart 2025 op 61-jarige leeftijd.

## Filmografie
Films
- 1987 - Appointment with Fear
- 1988 - Nudity Required
- 2000 - More than Puppy Love
- 2000 - Castle Rock

Televisie
- 1992 - Baywatch
- 1994 - The Young and the Restless
- 1995 - Sirens
- 1998 - Viper